# Terremoto de Tabriz de 1780
El terremoto de Tabriz de 1780 ocurrió a la 01:15 hora local del 8 de enero de 1780. Tuvo una magnitud estimada de 7,4 y una intensidad máxima sentida de IX en la escala de intensidad de Mercalli. La ciudad de Tabriz fue destruida casi por completo. El número de víctimas reportadas varía de 40.000 a 200.000, siendo 50.000 una estimación más probable.

## Entorno tectónico
Tabriz se encuentra dentro de la compleja zona de colisión entre la Placa arábiga y la Placa euroasiática. Las principales estructuras que acomodan esta colisión oblicua son las fallas de cabalgamiento con tendencia oeste-este y las fallas de deslizamiento de rumbo dextral con tendencia oeste-noroeste-este-sureste. La falla del norte de Tabriz es una falla activa de deslizamiento de rumbo dextral de 150 kilómetros de largo que pasa cerca del extremo norte de la ciudad de Tabriz. Tiene dos segmentos principales y una tasa de deslizamiento general estimada de unos 7 milímetros por año. Se interpreta que el segmento sureste se rompió en el terremoto de Tabriz de 1721, mientras que el segmento noroeste se rompió durante el terremoto de 1780. Ambos eventos produjeron una ruptura del suelo asociada, que aún es observable. Se ha estimado un deslizamiento promedio de unos 4 metros para los terremotos a lo largo del segmento noroeste. Se ha estimado un intervalo de recurrencia de unos 800 años, lo que sugiere que es improbable que se produzca un gran terremoto a lo largo de esta estructura en los próximos siglos, aunque también se ha propuesto un intervalo de recurrencia de 250 a 300 años, lo que indica que existe la posibilidad de que se produzca un gran terremoto en un futuro relativamente cercano.

## Terremoto
La secuencia del terremoto comenzó con un fuerte temblor previo. El terremoto principal se sintió en un área grande, incluso en Divrigi, a más de 700 kilómetros de distancia. Las réplicas continuaron durante varios años, siendo las más dañinas el 12 y el 20 de febrero. La falla superficial observada se extendió por 60 kilómetros. Hay evidencia de algún movimiento vertical además del desplazamiento horizontal.

## Daños
Se informó que todos los edificios dentro de la ciudad de Tabriz fueron destruidos y niveles similares de daños afectaron a muchas aldeas en el área vecina. El grado de destrucción puede relacionarse en parte con los efectos debilitantes del terremoto de 1721, que también causó graves daños a la ciudad.